# Erik Mjelde
Erik Nævdal Mjelde (Bergen, 6 marzo 1984) è un allenatore di calcio ed ex calciatore norvegese, allenatore dell'Arna-Bjørnar.

## Biografia
È il fratello di Maren Mjelde, calciatrice della nazionale femminile norvegese.

## Carriera

### Club
Mjelde cominciò la carriera con la maglia del Brann, esordendo in prima squadra il 30 giugno 2002, sostituendo Petter Furuseth Olsen nei minuti finali della sfida contro il Molde, conclusasi con un successo casalingo per 4-1. Dopo aver collezionato altre 3 apparizioni, fu ceduto dal Brann al Løv-Ham.
Il Løv-Ham arrivò nella 1. divisjon nel 2005 e Mjelde vi rimase per tutta la stagione, al termine della quale fu ingaggiato dal Sandefjord. Il 9 aprile 2006 debuttò così con la nuova maglia, nel pareggio per 0-0 contro lo Stabæk, quando subentrò a Kari Arkivuo. Il 28 maggio dello stesso anno, realizzò la prima rete della sua carriera per il Sandefjord, contribuendo così al successo in casa del Lillestrøm per 1-2. Concluse la stagione con 3 reti all'attivo, mentre quella seguente non lo vide andare in gol. Al termine dell'Eliteserien 2007, il Sandefjord retrocesse, ma Mjelde è rimasto in squadra, contribuendo alla causa per la pronta risalita del club. Nel campionato 2009, realizzò una marcatura nella vittoria casalinga per 3-1 sulla sua ex-squadra, il Brann: Mjelde segnò la rete del momentaneo -0. Andò in rete per due partite di fila tra il 26 aprile ed il 3 maggio dello stesso anno, rispettivamente contro Lyn Oslo e Strømsgodset.
Nel 2010, tornò a giocare per il Brann e alla terza giornata, segnò una rete ai danni degli ex-compagni del Sandefjord. Nel maggio del 2012 si rese protagonista di un episodio curioso: durante la sfida con il Lillestrøm, gli avversari buttarono la palla in fallo laterale per consentire ad un suo compagno di essere soccorso e, alla ripresa del gioco, Mjelde restituì palla al portiere avversario con un lancio che però si trasformò in goal, complice un errore dell'estremo difensore. In seguito, alla ripresa del gioco, i giocatori del Brann decisero di far segnare volontariamente gli avversari per non far pesare quella rete. Il 15 marzo 2013, rescisse l'accordo che lo legava al Brann, che sarebbe stato valido per un'altra stagione.
Poche ore dopo aver risolto il contratto con il Brann, firmò un accordo triennale con il Lillestrøm.
Il 29 ottobre 2014, Mjelde ha firmato ufficialmente un contratto biennale con il Sandefjord, valido a partire dal 1º gennaio 2015. Il 5 gennaio 2017 ha rinnovato l'accordo con il club, per altre due stagioni.
Si è ritirato al termine del campionato 2019, per diventare l'allenatore della sezione femminile dell'Arna-Bjørnar a partire dalla stagione seguente.

### Nazionale
Mjelde giocò una partita per la Norvegia under 21, contro la Turchia under 21, sostituendo Erik Huseklepp: la gara si concluse con un pareggio per 1-1.

## Statistiche

### Presenze e reti nei club
Statistiche aggiornate al 1º gennaio 2018.
| Stagione          | Club              | Campionato        | Campionato | Campionato | Coppe nazionali | Coppe nazionali | Coppe nazionali | Coppe continentali | Coppe continentali | Coppe continentali | Supercoppe | Supercoppe | Supercoppe | Totale | Totale |
| Stagione          | Club              | Comp              | Pres       | Reti       | Comp            | Pres            | Reti            | Comp               | Pres               | Reti               | Comp       | Pres       | Reti       | Pres   | Reti   |
| ----------------- | ----------------- | ----------------- | ---------- | ---------- | --------------- | --------------- | --------------- | ------------------ | ------------------ | ------------------ | ---------- | ---------- | ---------- | ------ | ------ |
| 2002              | Brann             | ES                | 4+1        | 0          | CN              | 0               | 0               | -                  | -                  | -                  | -          | -          | -          | 5      | 0      |
| 2003              | Brann             | ES                | 0          | 0          | CN              | 0               | 0               | -                  | -                  | -                  | -          | -          | -          | 0      | 0      |
| 2004              | Løv-Ham           | 2D                | ?          | ?          | CN              | ?               | ?               | -                  | -                  | -                  | -          | -          | -          | ?      | ?      |
| 2005              | Løv-Ham           | 1D                | 24         | 2          | CN              | ?               | ?               | -                  | -                  | -                  | -          | -          | -          | ?      | ?      |
| Totale Løv-Ham    | Totale Løv-Ham    | Totale Løv-Ham    | ?          | ?          |                 | ?               | ?               |                    | -                  | -                  |            | -          | -          | ?      | ?      |
| 2006              | Sandefjord        | ES                | 21         | 3          | CN              | 6               | 0               | -                  | -                  | -                  | -          | -          | -          | 27     | 3      |
| 2007              | Sandefjord        | ES                | 13         | 0          | CN              | 2               | 1               | -                  | -                  | -                  | -          | -          | -          | 15     | 1      |
| 2008              | Sandefjord        | 1D                | 25         | 9          | CN              | ?               | ?               | -                  | -                  | -                  | -          | -          | -          | ?      | ?      |
| 2009              | Sandefjord        | ES                | 29         | 11         | CN              | 1               | 0               | -                  | -                  | -                  | -          | -          | -          | 30     | 11     |
| 2010              | Brann             | ES                | 30         | 4          | CN              | 1               | 0               | -                  | -                  | -                  | -          | -          | -          | 31     | 4      |
| 2011              | Brann             | ES                | 28         | 7          | CN              | 7               | 1               | -                  | -                  | -                  | -          | -          | -          | 35     | 8      |
| 2012              | Brann             | ES                | 25         | 2          | CN              | 5               | 3               | -                  | -                  | -                  | -          | -          | -          | 30     | 5      |
| Totale Brann      | Totale Brann      | Totale Brann      | 87+1       | 13+0       |                 | 13              | 4               |                    | -                  | -                  |            | -          | -          | 101    | 17     |
| 2013              | Lillestrøm        | ES                | 25         | 2          | CN              | 3               | 0               | -                  | -                  | -                  | -          | -          | -          | 28     | 2      |
| 2014              | Lillestrøm        | ES                | 19         | 2          | CN              | 4               | 5               | -                  | -                  | -                  | -          | -          | -          | 23     | 7      |
| Totale Lillestrøm | Totale Lillestrøm | Totale Lillestrøm | 44         | 4          |                 | 7               | 5               |                    | -                  | -                  |            | -          | -          | 51     | 9      |
| 2015              | Sandefjord        | ES                | 26         | 5          | CN              | 5               | 0               | -                  | -                  | -                  | -          | -          | -          | 31     | 5      |
| 2016              | Sandefjord        | 1D                | 29         | 9          | CN              | 5               | 1               | -                  | -                  | -                  | -          | -          | -          | 34     | 10     |
| 2017              | Sandefjord        | ES                | 17         | 2          | CN              | 1               | 0               | -                  | -                  | -                  | -          | -          | -          | 18     | 2      |
| 2018              | Sandefjord        | ES                | 16         | 0          | CN              | 2               | 1               | -                  | -                  | -                  | -          | -          | -          | 18     | 1      |
| 2019              | Sandefjord        | ES                | 22         | 2          | CN              | 3               | 0               | -                  | -                  | -                  | -          | -          | -          | 25     | 2      |
| Totale Sandefjord | Totale Sandefjord | Totale Sandefjord | 198        | 41         |                 | ?               | ?               |                    | -                  | -                  |            | -          | -          | ?      | ?      |
| Totale            | Totale            | Totale            | ?          | ?          |                 | ?               | ?               |                    | -                  | -                  |            | -          | -          | ?      | ?      |